# Nadir Çiftçi
Nadir Çiftçi (ur. 12 lutego 1992 w Karakoçanie) – turecki piłkarz holenderskiego pochodzenia występujący na pozycji napastnika w tureckikim  klubie İskenderun FK.

## Kariera
Wychowanek ADO Den Haag, w swojej karierze grał także w takich zespołach jak Portsmouth, Kayserispor, NAC Breda. W lipcu 2013 podpisał dwuletni kontrakt z Dundee United. W lipcu 2015 podpisał czteroletni kontrakt z Celtikiem. W lutym 2016 został wypożyczony do końca sezonu do Eskişehirsporu, a w lutym 2017 do Pogoni Szczecin. Były młodzieżowy reprezentant Holandii i Turcji.